# Cyprinodon beltrani
Cyprinodon beltrani är en fiskart som beskrevs av Álvarez, 1949. Cyprinodon beltrani ingår i släktet Cyprinodon och familjen Cyprinodontidae. IUCN kategoriserar arten globalt som starkt hotad. Inga underarter finns listade i Catalogue of Life.